# Jan Pronk (politicus)
Johannes Pieter (Jan) Pronk (Scheveningen, 16 maart 1940) is een Nederlands voormalig politicus en diplomaat van de Partij van de Arbeid (PvdA).
Hij was minister in vier kabinetten: Den Uyl, Lubbers III, Kok I en Kok II. Ook maakte hij deel uit van de Tweede Kamer der Staten-Generaal en was hij in verschillende functies werkzaam voor de Verenigde Naties. Pronk behoorde binnen de PvdA tot de linkervleugel.

## Levensloop
Pronk groeide op in Scheveningen als zoon van een hervormd onderwijzer en onderwijzeres. Hij doorliep het gymnasium op het Haagse Zandvlietcollege en studeerde vervolgens economie aan de Nederlandse Economische Hogeschool (sinds 1973 de Erasmusuniversiteit) te Rotterdam. Tijdens zijn studietijd voer hij mee op de Henry Dunant, de vakantieboot voor gehandicapten van het Nederlandse Rode Kruis. Na zijn afstuderen ging Pronk aan de slag als wetenschappelijk medewerker van het Centrum voor Ontwikkelingsprogrammering van de Nederlandse Economische Hogeschool en van het Nederlands Economisch Instituut. Hij was daar een medewerker van de econoom Jan Tinbergen.

### In de politiek

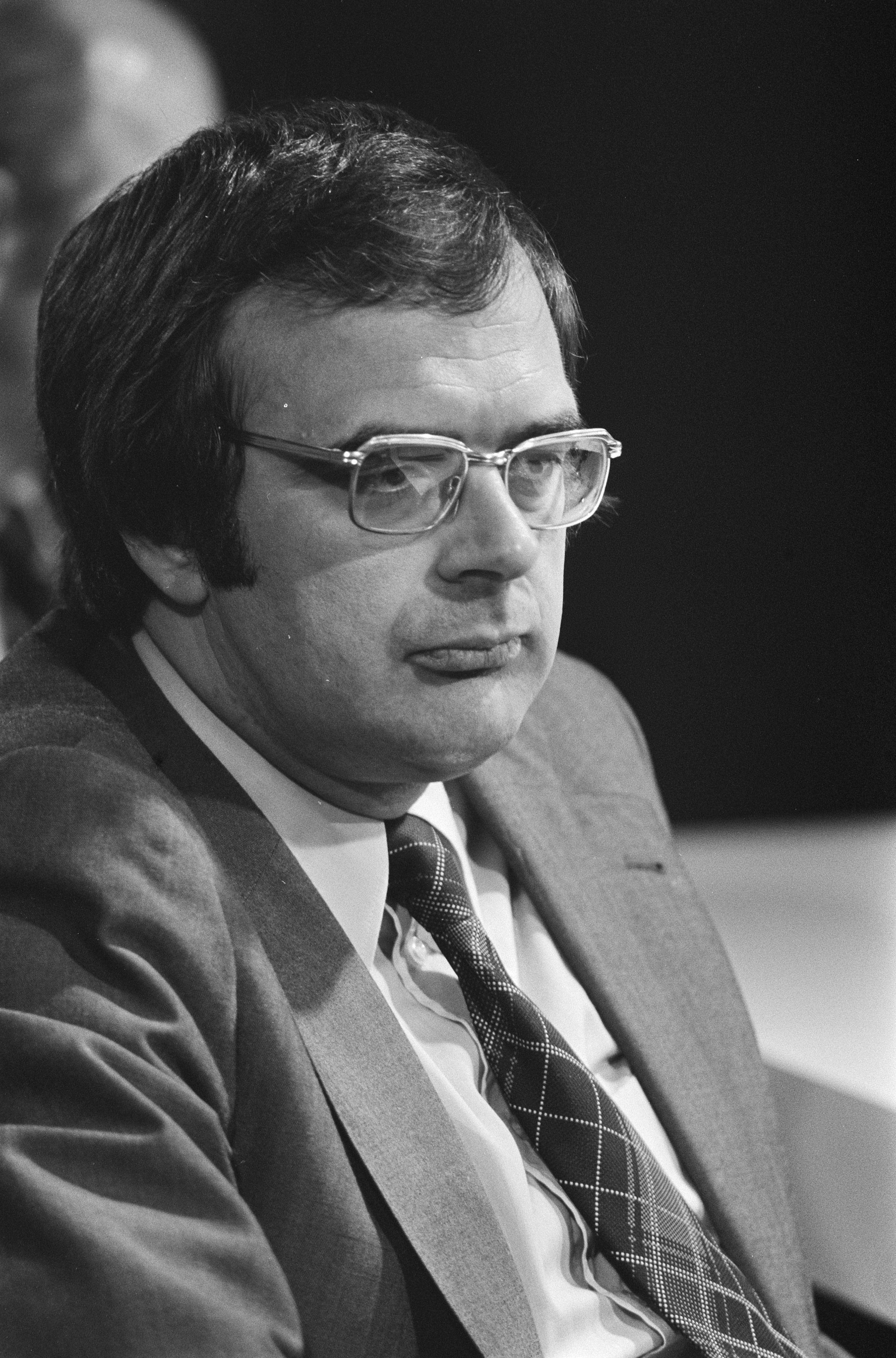
Pronk als minister voor OSW in 1975

Rond deze tijd werd Pronk politiek actief voor de PvdA. Van 1966 tot 1971 was hij voorzitter van de afdeling Krimpen aan de Lek. Bij de Tweede Kamerverkiezingen 1971 werd hij lid van het parlement. Pronk kwam voort uit de vernieuwingsbeweging Nieuw Links en maakte in 1972 deel uit van de commissie-Mansholt, een commissie samengesteld uit leden van PvdA, D'66 en PPR, die het rapport van de Club van Rome voor Nederland 'vertaalde'. In 1973 was Pronk korte tijd lid van het Europees Parlement, toen nog samengesteld uit leden van de nationale parlementen. In mei 1973 trad hij als minister voor Ontwikkelingssamenwerking toe tot het kabinet-Den Uyl. Met zijn 33 jaar was Pronk de op een na jongste minister sinds 1815.
In 1978 keerde Pronk terug in de Tweede Kamer. Twee jaar later verliet hij de Nederlandse politiek om adjunct-secretaris-generaal bij de UNCTAD, de conferentie van de Verenigde Naties inzake handel en ontwikkeling, te worden. In 1986 keerde hij terug in de Kamer en in 1989 werd hij opnieuw minister voor Ontwikkelingssamenwerking, nu in het CDA/PvdA-kabinet Lubbers III. Pronk behield de functie in het daaropvolgende kabinet-Kok I. Bij de formatie van Kok II in 1998 werd hij minister van Volkshuisvesting, Ruimtelijke Ordening en Milieubeheer.
Eind 2000 werd Pronk gepasseerd voor de functie van hoge commissaris voor de Vluchtelingen; deze baan ging toen naar Ruud Lubbers. Na de openbaarmaking van het NIOD-rapport over 'Srebrenica' op 10 april 2002 stelde Pronk in het openbaar dat hij als minister van het kabinet-Kok I (het kabinet ten tijde van de Val van Srebrenica) diende af te treden. Op 16 april trad het gehele kabinet af.
Medio 2001 speelde hij als milieuminister een hoofdrol als voorzitter van de VN-Klimaatconferentie in Bonn, waar hij met de aanvaarding van een uiteindelijk door hem geformuleerd aanhangsel, de continuïteit van het Kyoto-protocol wist veilig te stellen.

### Na de politiek

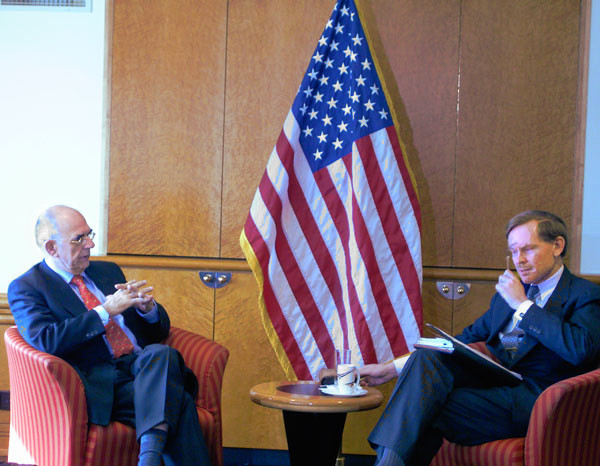
Jan Pronk (links) met Robert Zoellick (2005)

Begin 2004 kwam Pronk als voorzitter van Vluchtelingen-Organisaties Nederland (VON) in aanvaring met minister Verdonk (Asielbeleid), toen hij haar uitzettingsbeleid van asielzoekers het 'deporteren van mensen' noemde. Verdonk vatte het gebruik van het woord 'deporteren' op als een verwijzing naar het nazisme. In juni 2004 werd Pronk tot bijzonder VN-gezant voor Soedan benoemd. Begin 2006 gaf hij te kennen deze post op korte termijn te verlaten. Op 22 oktober van dat jaar werd hem als VN-gezant door de Soedanese autoriteiten te kennen gegeven dat hij, wegens zijn kritiek op de Soedanese strijdkrachten en regering, binnen 72 uur het land diende te verlaten.
In augustus 2007 stelde Jan Pronk zich kandidaat voor de functie van voorzitter van de PvdA. Tijdens een debat tussen de kandidaat-voorzitters van de PvdA op 4 september 2007 deed hij zijn veelbesproken uitspraak dat Nederland "op een schandelijke wijze de Irakoorlog ingerommeld" was. Voor deze zware woorden bood hij reeds de volgende dag zijn excuses aan. Drie weken later werd niet Pronk maar Lilianne Ploumen tot partijvoorzitter verkozen.
Op 1 januari 2008 werd hij voorzitter van het Interkerkelijk Vredesberaad. Bij zijn aantreden zei hij zich onder meer in te willen zetten voor het meer betrekken van jongeren bij het werk van kerken en het IKV. In december 2011 legde hij zijn voorzitterschap neer.
Op 16 september 2011 sprak Jan Pronk op de eerste dag van de Kairos-conferentie aan de Vrije Universiteit in Amsterdam, georganiseerd door de beweging Kairos Palestina. Hij noemde het Kairos-document van Palestijnse christenen "een klaroenstoot; de inhoud is niet zweverig maar politiek betrokken, met Bijbelse noties van wat recht en gerechtigheid in concrete situaties betekenen. Het is een document van een kleine minderheid, maar als zodanig een niet te negeren aanklacht tegen onrecht waarvoor we in buitenland ook verantwoordelijk zijn". Volgens Pronk, die zich aangesloten heeft bij The Rights Forum van oud-premier Dries van Agt, zijn onder meer de bouw van Israëlische nederzettingen op de Westelijke Jordaanoever en de blokkade van de Gazastrook in strijd met het internationaal recht. Maar ook de Palestijnen hebben de mensenrechten geschonden, vindt hij. "Het is ethisch noodzakelijk dat degenen die de Palestijnen steunen, dat ook onder ogen zien. Recht kan niet worden gevestigd met onrecht."
Op 28 mei 2013 zegde Jan Pronk zijn lidmaatschap bij de PvdA op, omdat hij vond dat de partij steeds verder van de ideeën van de sociaaldemocraten verwijderd raakte. Hij gaf aan vooral moeite te hebben met de houding ten aanzien van de ontwikkelingssamenwerking en het vreemdelingenbeleid, zoals die zou zijn veranderd door de samenwerking tussen de PvdA en de VVD (in het kabinet-Rutte II). Later stelde Pronk dat er binnen de partij weinig ruimte is voor kritiek.
Bij de Gemeenteraadsverkiezingen van 2014, 2018 en 2022 stemde Pronk respectievelijk op GroenLinks, ChristenUnie en de Partij voor de Dieren. Op 25 november 2023 meldde hij zich weer aan als lid van de PvdA.

## Kritiek
Als politicus stond Pronk bekend als zeer principieel; hij is door premier (en partijgenoot) Kok weleens als Minister van het Nationale Geweten bestempeld. Tegenstanders daarentegen zien in het 'principiële' vooringenomenheid.

## Onderscheidingen
- Eredoctoraat van de Universiteit San Marcos, Lima, Peru, 1974
- Grootlint in de Ereorde van de Palm, Suriname, 1977
- Ridder in de Orde van de Nederlandse Leeuw, 11 april 1978
- Grootkruis in de Orde van Bernardo O'Higgins, Chili, 1993
- Officier in het Legioen van Eer, Frankrijk, 2001
- Eredoctoraat van het Internationaal Instituut voor Sociale Studiën (ISS), Den Haag, 9 oktober 2002
- Officier in de Orde van Oranje-Nassau, 10 december 2002

## Privé
Pronk is getrouwd en heeft twee kinderen.